# Listerby
Listerby – miejscowość (tätort) w Szwecji, w regionie administracyjnym (län) Blekinge, w gminie Ronneby.
Według danych Szwedzkiego Urzędu Statystycznego liczba ludności wyniosła: 966 (31 grudnia 2015), 1009 (31 grudnia 2018) i 1042 (31 grudnia 2019).